# Antiochis (Phyle)
Antiochis (altgriechisch Ἀντιοχίς) war die letzte von zehn Verwaltungsregionen (Phylen), in welche Kleisthenes bei seinen Reformen am Ende des 6. Jahrhunderts v. Chr. die attische Halbinsel einteilte. Von den drei früheren Zonen Attikas beinhaltete Antiochis die Trittyen Alopeke (vom Stadtbereich), Pallene (vom Binnenland) und Anaphlystos (vom Küstenbereich).
Die Region umfasste unter anderem den Athener Demos Alopeke; von hier stammten so unterschiedliche Personen wie der Staatsmann Aristheides, der Perikles-Gegner Thukydides (nicht mit dem Historiker zu verwechseln) – aber auch der berühmte Philosoph Sokrates. Im Demos Amphitrope des Küstentrittys von Antiochis wuchs der Verräter Menestratos heran.
Ihren Namen verdankte die Phyle dem mythischen Eponym Antiochos, einem Sohn des Herakles und der Meda.